# Echinopsis densispina
Echinopsis densispina là một loài thực vật có hoa trong họ Cactaceae. Loài này được Werderm. mô tả khoa học đầu tiên năm 1934.

## Hình ảnh

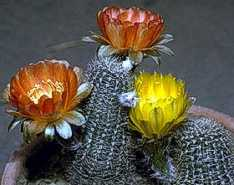